# Steve Desovich
Stephen Cowan „Steve” Desovich (ur. 20 września 1965 w Middlebury w stanie Connecticut) – amerykański narciarz, specjalista narciarstwa dowolnego. Najlepszy wynik na mistrzostwach świata osiągnął podczas mistrzostw w Tignes, gdzie zajął 4. miejsce w jeździe po muldach. Zajął także 5. miejsce w tej samej konkurencji na igrzyskach olimpijskich w Calgary, jednakże były to tylko zawody pokazowe. Najlepsze wyniki w Pucharze Świata osiągnął w sezonie 1985/1986, kiedy to zajął 9. miejsce w klasyfikacji generalnej, a w klasyfikacji jazdy po muldach był pierwszy. W sezonie 1984/1985 był drugi w klasyfikacji jazdy po muldach.
W 1989 zakończył karierę.

## Osiągnięcia

### Mistrzostwa świata
| Miejsce | Dzień    | Rok  | Miejscowość | Konkurencja      | Zwycięzca       |
| ------- | -------- | ---- | ----------- | ---------------- | --------------- |
| 4.      | 2 lutego | 1986 | Tignes      | Jazda po muldach | Éric Berthon    |
| 16.     | 3 marca  | 1989 | Oberjoch    | Jazda po muldach | Edgar Grospiron |

### Puchar Świata

#### Miejsca w klasyfikacji generalnej
- sezon 1983/1984: 28.
- sezon 1984/1985: 14.
- sezon 1985/1986: 9.
- sezon 1986/1987: 18.
- sezon 1987/1988: 21.
- sezon 1988/1989: 42.

#### Miejsca na podium
1. Tignes – 28 marca 1984 (Jazda po muldach) – 3. miejsce
2. Tignes – 12 grudnia 1984 (Jazda po muldach) – 3. miejsce
3. Lake Placid – 18 stycznia 1985 (Jazda po muldach) – 3. miejsce
4. Breckenridge – 26 stycznia 1985 (Jazda po muldach) – 3. miejsce
5. Oberjoch – 2 marca 1985 (Jazda po muldach) – 3. miejsce
6. Clusaz – 16 marca 1985 (Jazda po muldach) – 1. miejsce
7. Sälen – 24 marca 1985 (Jazda po muldach) – 1. miejsce
8. Tignes – 12 grudnia 1985 (Jazda po muldach) – 1. miejsce
9. Mont Gabriel – 11 stycznia 1986 (Jazda po muldach) – 1. miejsce
10. Oberjoch – 1 marca 1986 (Jazda po muldach) – 2. miejsce
11. Breckenridge – 25 stycznia 1986 (Jazda po muldach) – 1. miejsce
12. Voss – 7 marca 1986 (Jazda po muldach) – 2. miejsce
13. Lake Placid – 16 stycznia 1987 (Jazda po muldach) – 2. miejsce
14. Calgary – 30 stycznia 1987 (Jazda po muldach) – 1. miejsce
15. Mariazell – 21 lutego 1987 (Jazda po muldach) – 1. miejsce
16. Oberjoch – 7 marca 1987 (Jazda po muldach) – 1. miejsce
17. Tignes – 11 grudnia 1987 (Jazda po muldach) – 1. miejsce
18. Lake Placid – 16 stycznia 1988 (Jazda po muldach) – 3. miejsce

- W sumie 9 zwycięstw, 3 drugie i 6 trzecich miejsc.